# Campeonato de Futsal de Concacaf de 2008
El Campeonato de Futsal de Concacaf de 2008 fue la 4.ª edición del torneo de fútbol sala, que sirvió como clasificación por primera vez de tres equipos de la Concacaf para el Campeonato Mundial de futsal de la FIFA 2008 en Brasil, que se jugó del  30 de septiembre al 19 de octubre. 
Comenzó el 3 de junio de 2004 y finalizó el 8 de junio del mismo año. La sede fue en  Guatemala y participaron ocho equipos que avanzaron después de jugar la eliminatoria previa.

## Participantes
| Costa Rica | Estados Unidos | Haití  | Panamá            |
| Cuba       | Guatemala      | México | Trinidad y Tobago |

## Resultados

### Primera fase

#### Grupo A
| Equipo            | PJ | PG | PEN | PP | GF | GC | Dif | Pts |
| ----------------- | -- | -- | --- | -- | -- | -- | --- | --- |
| Cuba              | 3  | 1  | 2   | 0  | 14 | 7  | +7  | 5   |
| Guatemala         | 3  | 1  | 2   | 0  | 11 | 6  | +5  | 5   |
| México            | 3  | 1  | 2   | 0  | 12 | 8  | +4  | 5   |
| Trinidad y Tobago | 3  | 0  | 0   | 3  | 6  | 21 | -15 | 0   |

| Fecha              | Lugar               |                   |                              | Resultado |                              |                   |
| ------------------ | ------------------- | ----------------- | ---------------------------- | --------- | ---------------------------- | ----------------- |
| 3 de junio de 2008 | Ciudad de Guatemala | México            | Bandera de México            | 2:2       | Bandera de Cuba              | Cuba              |
| 3 de junio de 2008 | Ciudad de Guatemala | Guatemala         | Bandera de Guatemala         | 5:0       | Bandera de Trinidad y Tobago | Trinidad y Tobago |
| 4 de junio de 2008 | Ciudad de Guatemala | Trinidad y Tobago | Bandera de Trinidad y Tobago | 2:9       | Bandera de Cuba              | Cuba              |
| 4 de junio de 2008 | Ciudad de Guatemala | Guatemala         | Bandera de Guatemala         | 3:3       | Bandera de México            | México            |
| 5 de junio de 2008 | Ciudad de Guatemala | México            | Bandera de México            | 7:3       | Bandera de Trinidad y Tobago | Trinidad y Tobago |
| 5 de junio de 2008 | Ciudad de Guatemala | Guatemala         | Bandera de Guatemala         | 3:3       | Bandera de Cuba              | Cuba              |

#### Grupo B
| Equipo         | PJ | PG | PEN | PP | GF | GC | Dif | Pts |
| -------------- | -- | -- | --- | -- | -- | -- | --- | --- |
| Estados Unidos | 3  | 2  | 1   | 0  | 12 | 6  | +6  | 7   |
| Panamá         | 3  | 1  | 2   | 0  | 11 | 7  | +4  | 5   |
| Costa Rica     | 3  | 1  | 1   | 1  | 21 | 12 | +9  | 4   |
| Haití          | 3  | 0  | 0   | 3  | 3  | 11 | -8  | 0   |

| Fecha              | Lugar               |                |                           | Resultado |                           |                |
| ------------------ | ------------------- | -------------- | ------------------------- | --------- | ------------------------- | -------------- |
| 3 de junio de 2008 | Ciudad de Guatemala | Costa Rica     | Bandera de Costa Rica     | 6:6       | Bandera de Panamá         | Panamá         |
| 3 de junio de 2008 | Ciudad de Guatemala | Estados Unidos | Bandera de Estados Unidos | 5:3       | Bandera de Haití          | Haití          |
| 4 de junio de 2008 | Ciudad de Guatemala | Haití          | Bandera de Haití          | 0:13      | Bandera de Costa Rica     | Costa Rica     |
| 4 de junio de 2008 | Ciudad de Guatemala | Panamá         | Bandera de Panamá         | 1:1       | Bandera de Estados Unidos | Estados Unidos |
| 5 de junio de 2008 | Ciudad de Guatemala | Panamá         | Bandera de Panamá         | 4:0       | Bandera de Haití          | Haití          |
| 5 de junio de 2008 | Ciudad de Guatemala | Estados Unidos | Bandera de Estados Unidos | 6:2       | Bandera de Costa Rica     | Costa Rica     |

### Segunda fase
|  | Semifinales    | Semifinales     |       |                | Final     | Final |  |
|  |                |                 |       |                |           |       |  |
|  |                |                 |       |                |           |       |  |
|  |                |                 |       |                |           |       |  |
|  | Cuba           | 4               |       |                |           |       |  |
|  | Panamá         | 1               |       |                |           |       |  |
|  |                |                 |       |                |           |       |  |
|  |                |                 |       |                |           |       |  |
|  |                |                 |       |                | Cuba      | 3 (3) |  |
|  |                | Guatemala (pen) | 3 (5) |                |           |       |  |
|  |                |                 |       |                |           |       |  |
|  |                |                 |       |                |           |       |  |
|  |                |                 |       |                | 3º puesto |       |  |
|  |                |                 |       |                |           |       |  |
|  | Estados Unidos | 0               |       | Estados Unidos | 7         |       |  |
|  | Guatemala      | 4               |       |                | Panamá    | 1     |  |

#### Semifinales
| Fecha              | Lugar               |                |                           | Resultado |                      |           |
| ------------------ | ------------------- | -------------- | ------------------------- | --------- | -------------------- | --------- |
| 7 de junio de 2008 | Ciudad de Guatemala | Cuba           | Bandera de Cuba           | 4:1       | Bandera de Panamá    | Panamá    |
| 7 de junio de 2008 | Ciudad de Guatemala | Estados Unidos | Bandera de Estados Unidos | 0:4       | Bandera de Guatemala | Guatemala |

#### Tercer lugar
| Fecha              | Lugar               |                |                           | Resultado |                   |        |
| ------------------ | ------------------- | -------------- | ------------------------- | --------- | ----------------- | ------ |
| 8 de junio de 2008 | Ciudad de Guatemala | Estados Unidos | Bandera de Estados Unidos | 7:1       | Bandera de Panamá | Panamá |

#### Final
| Fecha              | Lugar               |      |                 | Resultado      |                      |           |
| ------------------ | ------------------- | ---- | --------------- | -------------- | -------------------- | --------- |
| 8 de junio de 2008 | Ciudad de Guatemala | Cuba | Bandera de Cuba | 3:3 (3:5)(pen) | Bandera de Guatemala | Guatemala |

| Bandera de Guatemala    |
| 1° Campeonato Guatemala |

## Clasificados a laCopa Mundial de fútbol sala de la FIFA 2008
| Bandera de Cuba | Bandera de Estados Unidos | Bandera de Guatemala |
| Cuba            | Estados Unidos            | Guatemala            |